# John Rolls (1er baron Llangattock)
John Allan Rolls, 1er baron Llangattock, né le 19 février 1837 et mort le 24 septembre 1912, est un homme politique britannique. Il est le père de Charles Rolls, le cofondateur de l'entreprise Rolls-Royce.

## Biographie
Il est le descendant de James James, riche fermier et propriétaire gallois du Monmouthshire du XVIIe siècle. Son arrière-arrière-petite-fille Sarah Coysh, au début du XIXe siècle, unique et riche héritière de la famille James, épouse John Rolls, shérif du Monmouthshire. John Allan Rolls est l'arrière-petit-fils de ce couple par la lignée paternelle. Sa mère, elle, est la petite-fille de William Carnegie, 7e comte de Northesk de la pairie d'Écosse. Comme beaucoup de garçons de milieu aisé, il est éduqué au collège d'Eton, puis étudie au collège Christ Church de l'université d'Oxford. Il s'engage dans le régiment des Royal Gloucestershire Hussars, dans l'armée de réserve britannique, où il est fait capitaine. En 1868 il épouse Georgiana Maclean, fille de Sir Charles Fitzroy Maclean, chef du clan Maclean des Highlands d'Écosse ; le couple aura trois fils et une fille,. En 1875 il est fait shérif du Monmouthshire, comme ses ancêtres avant lui. À la suite de son père, il s'attache à rénover et étendre le manoir familial The Hendre au pays de Galles ; il en fait « l'une des plus belles propriétés du Monmouthshire » à la fin du XIXe siècle.

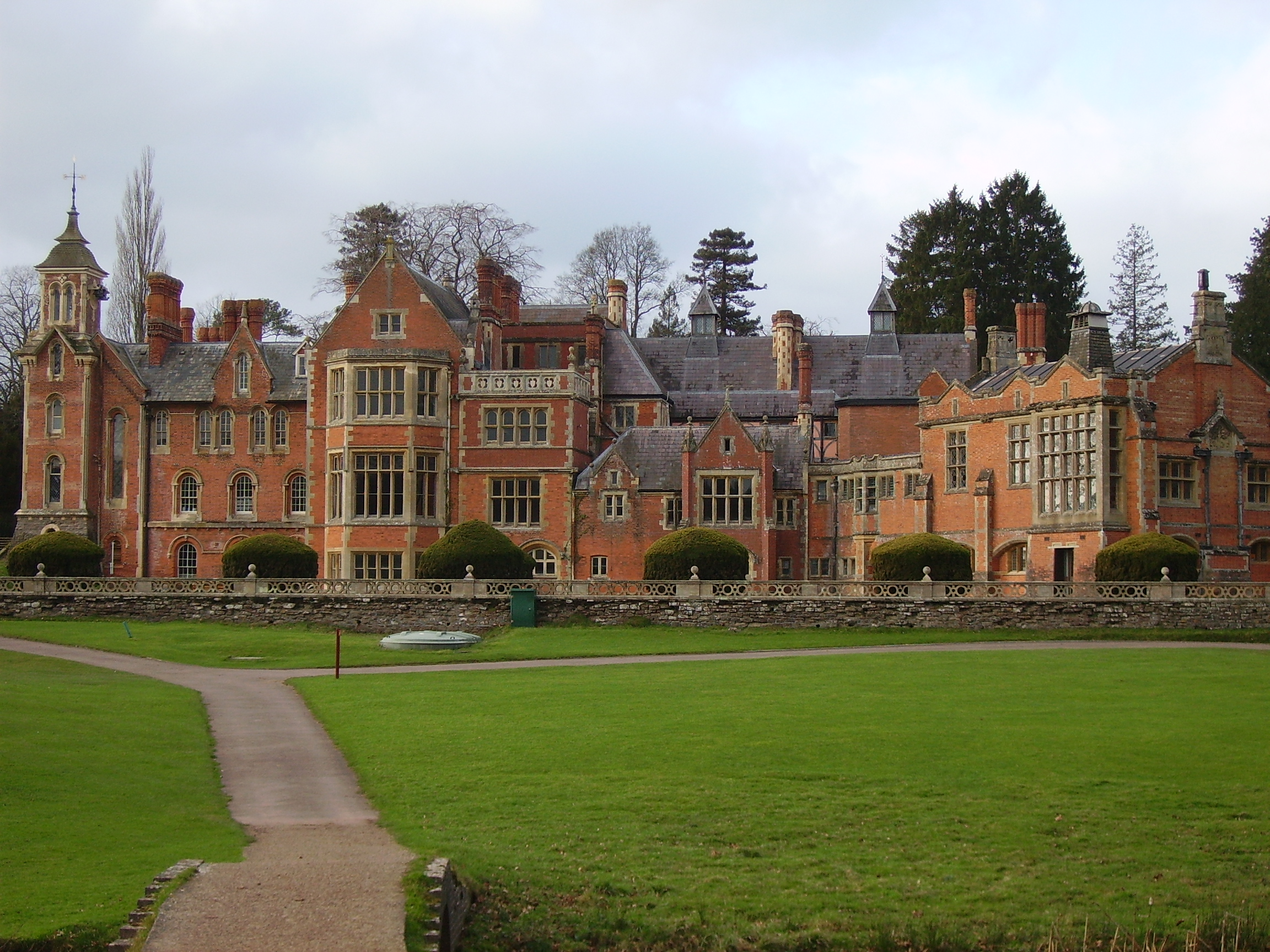
Le manoir familial The Hendre.

Sous l'étiquette du Parti conservateur, il est élu député du Monmouthshire à la Chambre des communes du Parlement du Royaume-Uni aux élections législatives de 1880, qui marquent la défaite du gouvernement conservateur de Benjamin Disraeli et le retour au pouvoir du libéral William Gladstone. John Rolls siège ainsi sur les bancs de l'opposition parlementaire durant son unique mandat de député ; il est largement battu aux élections de 1885. Durant ces cinq années à la Chambre des communes, il s'attache notamment à défendre les droits des travailleurs des mines de charbon, dont leurs droits en tant que locataires de leurs maisons sur les terres appartenant aux propriétaires des mines. En 1892 il est anobli par la reine Victoria à la demande du Premier ministre conservateur le marquis de Salisbury ; il est fait baron Llangattock, du nom d'un village gallois où son lointain ancêtre James James avait acheté des terres, et obtient ainsi un siège à la Chambre des lords,. Son anoblissement donne à sa famille un nouveau prestige social ; en octobre 1900, il accueille au manoir le duc d'York, George, futur roi George V, et son épouse Mary de Teck.
De 1896 à 1899, il est maire de la ville de Monmouth. Au début du XXe siècle, il est vice-président de l'Union britannique pour l'abolition de la vivisection, pratique qu'il décrit comme étant « immorale et dégradante »,. Il meurt en septembre 1912 et son fils aîné John Rolls devient le 2e baron Llangattock. Il sera tué au combat en 1916 durant la Première Guerre mondiale, le titre de baron s'éteignant avec lui. Henry, le deuxième fils de John Allan Rolls, vit reclus au manoir familial après une crise dépressive. Charles, le plus jeune des quatre enfants, est un pionnier de l'automobile et de l'aviation et meurt deux ans avant son père, d'un accident d'avion. Leur sœur Eleanor, praticienne enthousiaste de la montgolfière, hérite du manoir The Hendre et cofonde l'organisation Women's Engineering Society, qui encourage la participation des femmes aux champs scientifiques et technologiques.

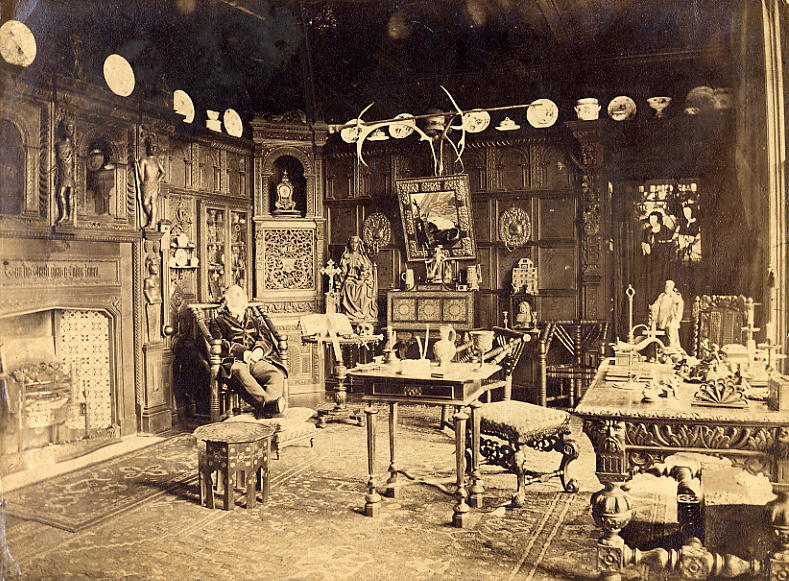
Le père de John Allan Rolls dans le manoir The Hendre.
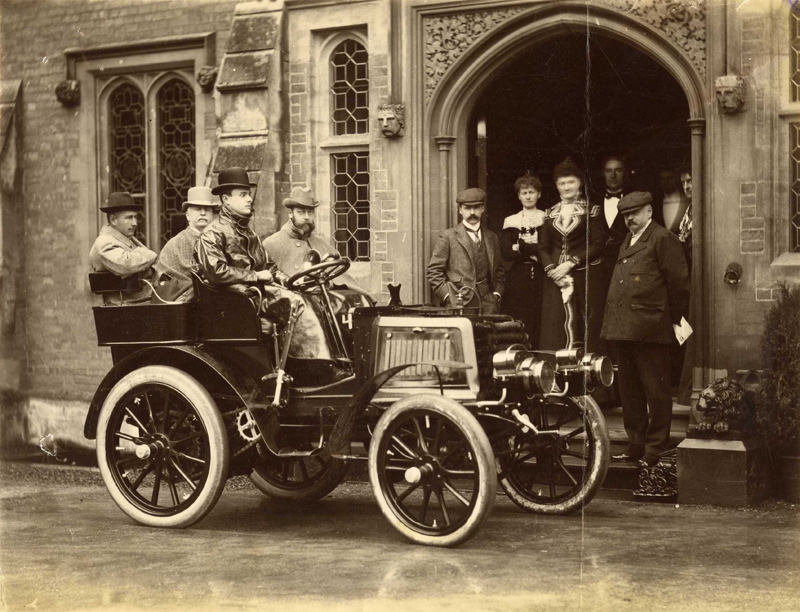
Visite de George, duc d'York, en 1900. Charles Rolls est à la place du conducteur, le prince à côté de lui. À l'arrière : le 1er baron Llangattock et Sir Charles Cust.